# Through Chasm, Caves and Titan Woods
Through Chasm, Caves and Titan Woods è un EP del gruppo black metal norvegese Carpathian Forest, pubblicato nel 1995.

## Tracce
1. Carpathian Forest – 2:27
2. The Pale Mist Hovers Towards the Nightly Shores – 2:56
3. The Eclipse / The Raven – 3:42
4. When Thousand Moons Have Circled – 4:00
5. Journey Through the Cold Moors of Svarttjern – 5:31

## Formazione
- R. Nattefrost — voce, chitarra, tastiera
- J. Nordavind — cori, chitarra, tastiera